# Chlorochrysa
A Chlorochrysa  a madarak osztályának verébalakúak (Passeriformes) rendjébe és a tangarafélék (Thraupidae) családjába tartozó nem.

## Rendszerezésük
A nemet Charles Lucien Jules Laurent Bonaparte francia ornitológus írta le 1851-ben, az alábbi 3 faj tartozik:
- Chlorochrysa phoenicotis
- Chlorochrysa calliparaea
- Chlorochrysa nitidissima

## Előfordulásuk
Dél-Amerikában, az Andok hegység területén honosak. Természetes élőhelyeik a szubtrópusi és trópusi hegyi erdők. Állandó, nem vonuló fajok.

## Megjelenésük
Testhosszuk 12-13 centiméter közötti.

## Életmódjuk
Valószínűleg ízeltlábúakkal és gyümölcsökkel táplálkoznak.